# Удське сільське поселення
У́дське сільське поселення (рос. Удское сельское поселение) — сільське поселення у складі Тугуро-Чуміканського району Хабаровського краю Росії.
Адміністративний центр та єдиний населений пункт — село Удське.

## Населення
Населення сільського поселення становить 381 особа (2019; 418 у 2010, 576 у 2002).

## Історія
Станом на 2002 рік існувала Удська сільська адміністрація (село Удське, населений пункт Болодек). Сільське поселення утворене 28 липня 2004 року, населений пункт Болодек передано у міжселенну територію.